# Batterieglas

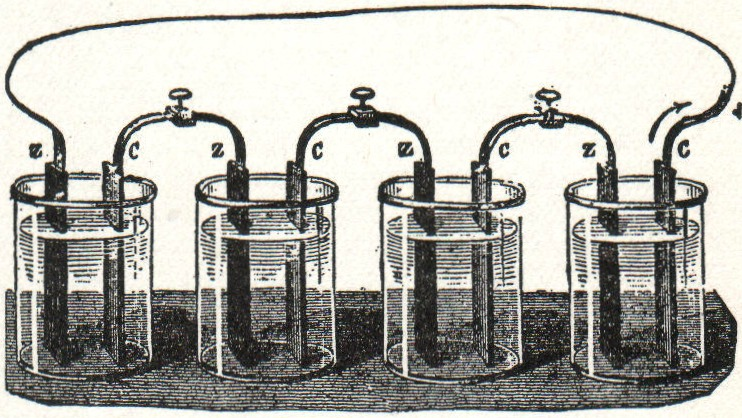
Anwendung von Batteriegläsern zum Aufbau einer galvanische Batterie

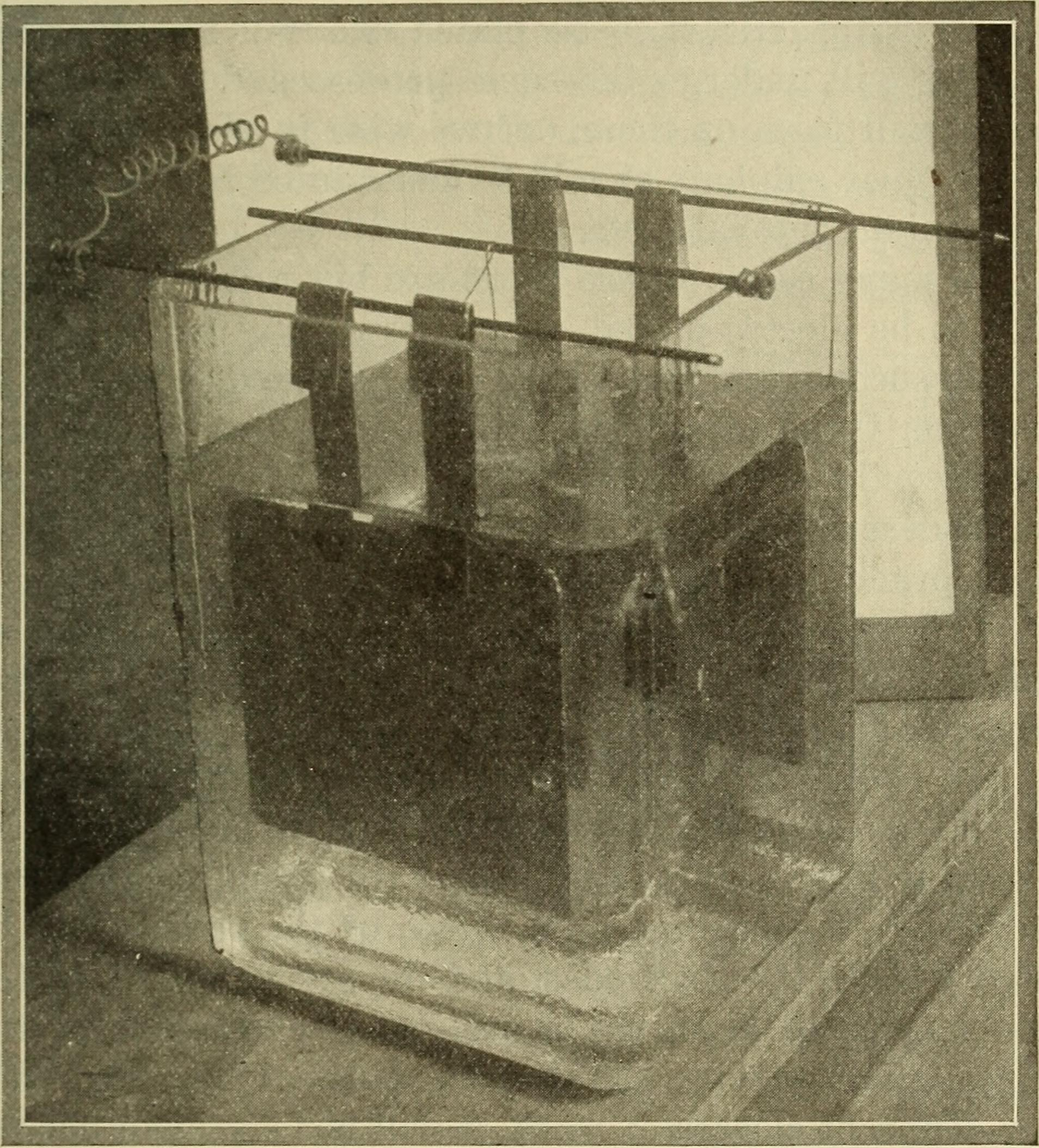
Batterieglas mit Elektrode oder Kathode einer galvanischen Batterie

Als Batterieglas (englisch Battery jar) werden runde, rechteckige oder quadratische Glasgefäße bezeichnet, die zur Aufnahme von Batteriekomponenten, wie z. B. der metallischen Anode und Kathode, sowie Schwefelsäure und Wasser bestimmt sind.
Sie werden in heutiger Zeit in Laboratorien oder zu Ausbildungszwecken, z. B. zum Aufbau einer galvanischen Zelle, verwendet.
Batteriegläser sind in der Regel industriell und maschinell gefertigte technische Pressgläser, die je nach Erfordernis der optischen Beschaffenheit entweder unverwärmt oder nachverwärmt vermarktet werden. Batteriegläser sind in der Regel oben offen, sodass alle Batteriekomponenten von oben eingebaut werden können. Nach erfolgter Montage wird das Batterieglas oben mit einem geeigneten Deckel abgeschlossen, der im 19. Jahrhundert aus Kork oder Holz bestand, ab dem frühen 19. Jahrhundert aus Kunststoffen oder Gummi.
Mit der Entwicklung der wiederaufladbaren Bleibatterie durch Gaston Planté im Jahr 1859, dessen Gesamtkonstruktion und Zellenanordnung sich bis in die heutige Zeit noch in aktuellen Bleibatterien oder Bleiakkumulatoren wiederfindet, wuchs der Bedarf an industriell gefertigten Glasbehältern für diese Batteriekonstruktionen stark an. Ab Beginn des 20. Jahrhunderts kamen zunehmend alternative Batteriegefäße mit höherer mechanischer Belastbarkeit zum Einsatz, wie z. B. aus gummiertem Holz oder Metall sowie Kunststoffen.
In heutiger Zeit (Stand 2025) finden Batteriegläser als dekoratives Bauteil der Technik-Geschichte Anwendung, z. B. im Bereich der Heim-Dekoration oder als Sammelobjekte. Als kommerziell sinnvolles Batteriegefäß haben sie aufgrund technologisch vorteilhafterer Alternativen nur noch geringe Bedeutung.

## Begriffsherkunft und alternative Bedeutung
Der Begriff Batterieglas verweist auf die Verwendung eines Glasgefäßes in Zusammenhang mit einer oder mehrerer Batterien. Zur sich im Zeitverlauf wandelnden Bedeutung des Begriffes „Batterie“ siehe den Artikel Batterie (Elektrotechnik), aber auch Batterie (Militär). Danach umfasst der Begriff Batterieglas auch ganz allgemein „eine Reihe von gleichen Gläsern“. Entsprechend werden eine Reihe von beispielsweise in einem Regal stehenden runden oder rechteckigen Gläsern mit oder ohne Deckel zur Aufbewahrung von verschiedenartigen Stoffen oder Objekten ähnlicher Art, wie z. B. in Apotheken, Laboren, Sammlungen usw., ebenfalls als Batterieglas bezeichnet und auch so vermarktet.